# Unione Sportiva Fascista Catanzarese 1933-1934
Questa pagina raccoglie i dati riguardanti l'Unione Sportiva Fascista Catanzarese nelle competizioni ufficiali della stagione 1933-1934.

## Rosa
| N. |                   | Ruolo | Calciatore          |
| -- | ----------------- | ----- | ------------------- |
|    | Italia (bandiera) | C     | Amerigo Bedetti     |
|    | Italia (bandiera) | C     | Aldo Biffi          |
|    | Italia (bandiera) | P     | Aristide Boffi      |
|    | Italia (bandiera) | A     | Pietro Bresciani    |
|    | Italia (bandiera) | C     | Luigi Ciminaghi     |
|    | Italia (bandiera) | D     | Vittorio De Vescovi |
|    | Italia (bandiera) | D     | Umberto Favero      |
|    | Italia (bandiera) | C     | Luigi Galetti       |

| N. |                   | Ruolo | Calciatore        |
| -- | ----------------- | ----- | ----------------- |
|    | Italia (bandiera) | C     | Adolfo Giuntoli   |
|    | Italia (bandiera) | P     | Vittore Martini   |
|    | Italia (bandiera) | A     | Antonio Moretti   |
|    | Italia (bandiera) | A     | Alfonso Negro     |
|    | Italia (bandiera) | D     | Vittorio Pasti    |
|    | Italia (bandiera) | A     | Carlo Radice      |
|    | Italia (bandiera) | C     | Vittorio Redaelli |
|    | Italia (bandiera) | C     | Ugo Zoppi         |